# Palo de triunfo

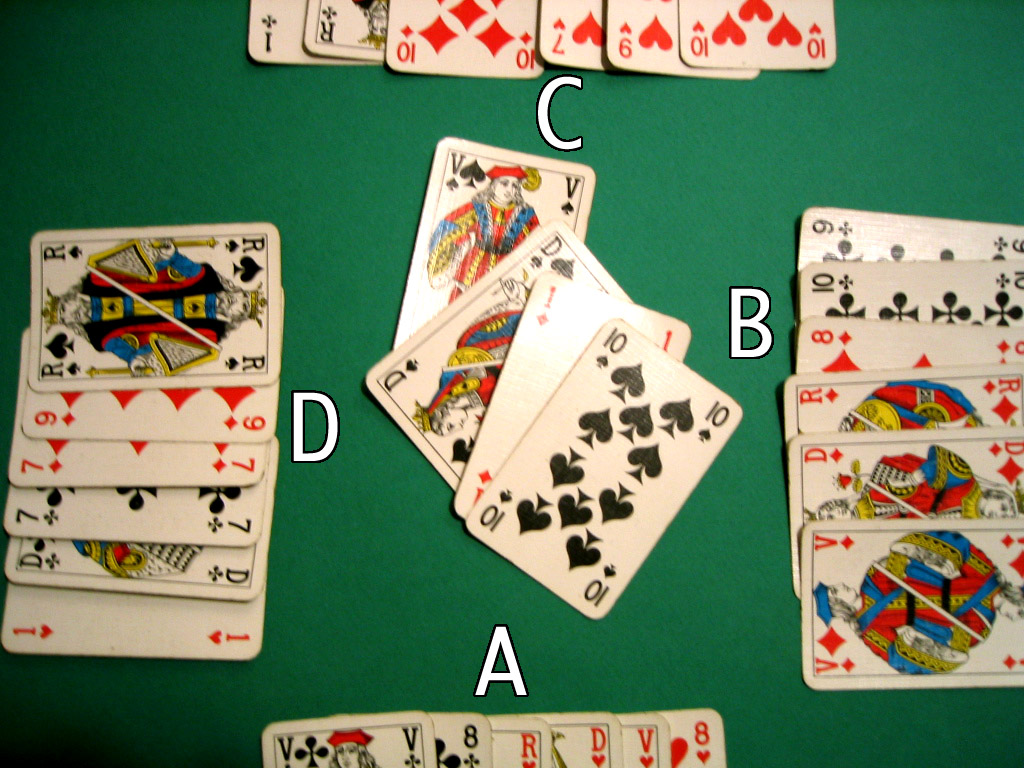
Ejemplo de cartas Belote.

Palo de triunfo es la denominación que se da en los juegos de cartas por bazas al palo que otorga a sus cartas mayor valor que las de los otros palos y que además puede incidir en otros aspectos del juego. Las cartas pertenecientes al palo de triunfo se denominan triunfos.

## Juegos por bazas
Se denominan juegos por bazas, aquellos cuya mecánica consiste en que cada participante por turno debe jugar una carta, cuya elección puede estar limitada por ciertas reglas que establezcan en qué casos tiene la obligación de "asistir" -jugar una carta del palo de salida, "montar" -superar el valor de la carta de salida, "fallar", es decir, tendrá jugar una carta del palo de triunfo o "pisar", es decir, jugar una carta de triunfo superior a la ya jugada. Cuando todos lo han hecho, las normas de cada juego determinan el ganador de esa baza y sus efectos. 

## Determinación del palo de triunfo
Uno de los procedimientos para determinar el palo de triunfo es por azar. Así, entre otros, en el tute, un juego proveniente de Europa Central cuyo nombre se originó en su paso por Italia, en la brisca, un juego que nació probablemente en Holanda a fines del siglo XVII y en el écarté, un juego que se originó en Francia durante el siglo XIX, como derivado de un juego de bazas llamado triunfo, una vez repartidas las cartas que de salida corresponden a cada jugador, la carta que sigue determina el palo de triunfo para ese juego y se deja boca arriba en la mesa, debajo del resto del mazo. La regla difiere en la variante denominada tute subastado.
Otra variante, que se usa en la Belote, es que después de repartidas 5 cartas a cada jugador se coloca otra boca arriba en la mesa y cada jugador, por turno, tiene la facultad de tomarla, en cuyo caso se convierte en el palo de triunfo; si ninguno la toma se recogen todas las cartas y se comienza de nuevo
En el juego de bridge hay una primera fase denominada remate en la cual los jugadores van indicando cuántas bazas ofrecen ganar y con cual palo de triunfo o sin triunfos. Quien más ofrece gana el contrato y a continuación se van jugando las bazas. En esta forma es el contrato el que determina si  hay un palo de triunfo – y a cuál palo corresponde- o si se juega sin triunfos. 
En el Tarneeb, un clásico juego árabe por bazas y en la variante tute subastado, el procedimiento es similar pero no idéntico:  después de repartidas todas las cartas  los  jugadores van indicando cuántas bazas se proponen ganar y quien hace la oferta más alta elige el palo de triunfo.

## Efectos del palo de triunfo
Las normas sobre las particularidades de las cartas de triunfo respecto de las otras varían según sea el juego, si bien en general establecen que el triunfo tiene mayor valor que cualquier carta de los otros tres palos. En algunos juegos como en el tute, el participante que no tiene carta del palo de salida está obligado a jugar el triunfo que posea, en otros, como el bridge, es opcional siempre que no se tengan cartas del palo de salida y en otros, como en la brisca, es totalmente libre de ser jugado.